# Shannon Lee
Shannon Emery Lee (Santa Monica, 19 april 1969) is een Amerikaans actrice. Ze is de dochter van acteur Bruce Lee. Ze is de jongere zus van Brandon Lee.

## Biografie
Shannon Lee werd op 19 april 1969 in Santa Monica geboren als tweede kind van de familie. In 1971 verhuisde ze samen met haar familie naar Hongkong. Haar vader overleed in 1973, toen Shannon Lee vier jaar oud was. Na de dood van haar vader, keerde ze met haar moeder en broer terug naar Amerika naar de stad Seattle. Later verhuisden ze naar Los Angeles en daarna naar Rolling Hills, waar Shannon Lee de meeste tijd van haar jeugd doorbracht. In 1991 studeerde ze af aan de Tulane University in New Orleans.
Haar broer Brandon Lee trad in de voetsporen van zijn vader en werd ook een acteur. In maart 1993 kwam hij door een ongeluk om het leven tijdens de opnames van de film The Crow.
In augustus 1994 trouwde ze, in 2003 werd hun dochter geboren.
Shannon eerste filmrol was een piepkleine rol als zangeres in de film Dragon: The Bruce Lee Story, een biografische film over haar vader. Maar na de dood van haar broer, begon Shannon Lee pas echt met acteren in films, waarvan de meeste direct-naar-video films waren. In 2000 werd haar afgeraden om verder te gaan met acteren, omdat haar vader en broer bij het maken van hun vijfde film onder vreemde omstandigheden waren omgekomen, suggererend hiermee, dat er een soort vloek op de familie zou rusten. Desondanks besloot Shannon Lee toch door te gaan met haar vijfde film. Tot 2003 was ze actief in acteren.
Haar moeder was altijd actief geweest in het promoten van Jeet Kune Do. In 2001 stopte haar moeder hiermee, waarna Shannon Lee het overnam. In navolging hiervan richtte Shannon Lee in 2002 de Bruce Lee Foundation op, die ze samen met haar echtgenoot runt en welke een non-profitorganisatie is toegewijd aan het onderwijzen van Bruce Lee's filosofie over vechtkunst.
In 2008 bracht Shannon Lee als uitvoerend producent de televisieserie "The Legend of Bruce Lee" uit, die gebaseerd is op haar vaders leven. In 2009 was ze uitvoerend producent van de documentaire "How Bruce Lee Changed the World".

## Filmografie
- Dragon: The Bruce Lee Story (1993)
- Cage II (1994)
- High Voltage (1997)
- Blade (1998)
- Enter the Eagles (1998)
- Martial Law (1998 in episode: "Take Out")
- Epoch (2001)
- She, Me and Her (2002)
- Lessons for an Assassin (2003)